# Айзас (приток Матура)
Айзас — река в Таштыпском районе Республики Хакасия. Устье реки находится в 3 км по левому берегу реки Матур. Длина реки составляет 10 км. Притоки: Таштахол, Балахта 2-я, Балахта 1-я.

## Данные водного реестра
По данным государственного водного реестра России относится к Енисейскому бассейновому округу, водохозяйственный участок реки — Енисей от Саяно-Шушенского г/у до впадения реки Абакан, речной подбассейн реки — Енисей между слиянием Большого и Малого Енисея и впадением Ангары. Речной бассейн реки — Енисей.